# ハンサード友夢マイケル
ハンサード友夢マイケル（2003年5月30日 - ）は、日本のバスケットボール選手。
神奈川大学所属。身長は190cm。
ポジションはセンター。

現在はfriends Dreamとしてラッパーとして活動中

## 略歴
和光中学校からそのまま和光高等学校に進学、在学中にサンロッカーズ渋谷U-18に入団、副キャプテンを勤める。
2022年度のB.LEAGUEU-18オールスターに選ばれ、現在に至る。

## 選手経歴

### 基本
- 和光中学校バスケットボール部 背番号#12
- 和光高校バスケットボール部 背番号#6
- サンロッカーズ渋谷 U-18 背番号#32
- 神奈川大学 背番号#37

### その他
- 第2支部選抜チーム 背番号#8
- B.LEAGUE U-18 EAST(2022)